# دره ستارگان
دره ستارگان دره‌ای‌ست واقع در جزیرهٔ قشم. این دره در شمال روستای برکه خلف واقع شده‌است.